# Wojskowy Instytut Chemii i Radiometrii
Wojskowy Instytut Chemii i Radiometrii (WIChiR) – instytut badawczy będący państwową jednostką organizacyjną, nad którą nadzór sprawuje Minister Obrony Narodowej. 
Przedmiotem działalności Instytutu jest prowadzenie badań na rzecz bezpieczeństwa i obronności państwa w szczególności w dziedzinie obrony przed bronią masowego rażenia.
Od 1 lipca 2022 obowiązki dyrektora instytutu pełni dr inż. Bogusław Kot.

Insygnia
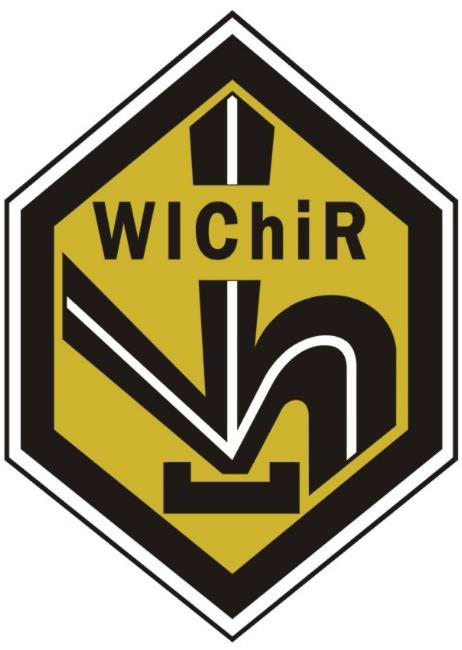
Oznaka rozpoznawcza na mundur wyjściowy (2022)
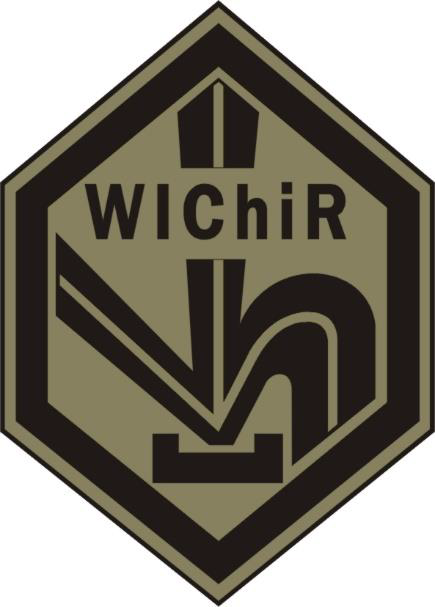
Oznaka rozpoznawcza na mundur polowy (2022)

## Struktura
W skład WIChiR wchodzą następujące zakłady:
- Zakład Ochrony Przed Skażeniami
- Zakład Rozpoznania i Likwidacji Skażeń
- Zakład Radiometrii i Maskowania
- Ośrodek Certyfikacji Wyrobów